# 阿特利
阿倫·庫馬（英語：Arun Kumar，1986年9月21日—）或稱藝名阿特利（英語：Atlee），印度男導演、編劇及製片人，憑藉在泰米爾電影界中的作品而聞名。他的事業在電影《宝莱坞机器人之恋》（2010年）及《我們的友情歲月》（2012年）中擔任S·香卡的助理導演起步。阿特利的導演處女作是福斯星光工作室製作的電影《爱 从头再来》（2013），憑藉該片獲得了維傑獎最佳新人導演及泰米爾納德邦電影獎最佳對白作家。
阿特利最著名的是與演員维杰的數次合作：《幽靈火花》（2016年）、《正義魔人》（2017年）及《球神比吉爾》（2019年），均在票房上取得了商業成功並贏得了諸多獎項。而他與沙·魯克·罕合作的印地語電影《亂世勇者》（2023年）則創下了阿特利電影的票房紀錄。

## 私生活
阿特利2014年11月9日與演員克里希納·普里亞（Krishna Priya）結婚。兒子於2023年1月13日出生。

## 作品列表

### 電影
| 年份 | 片名                    | 職位                             | 附註                       |
| ---- | ----------------------- | -------------------------------- | -------------------------- |
| 2010 | 《宝莱坞机器人之恋》    | 助理導演                         |                            |
| 2011 | 《臉書》                | 導演、故事                       | 短片                       |
| 2012 | 《我們的友情歲月》      | 助理導演、演員                   | 角色：「電影導演」         |
| 2013 | 《爱 从头再来》         | 導演、編劇                       |                            |
| 2016 | 《幽靈火花》            | 導演、編劇、對白作家、故事       |                            |
| 2017 | 《桑吉利·邦加利，開門》 | 監製                             |                            |
| 2017 | 《正義魔人》            | 導演、對白作家、故事             |                            |
| 2019 | 《球神比吉爾》          | 導演、編劇、對白作家、故事、演員 | 角色：「足球員」           |
| 2023 | 《亂世勇者》            | 導演、編劇、故事、演員           | 印地語電影；角色：「舞者」 |
| 2024 | 《幽灵警官》            | 監製                             |                            |
| TBA  |                         | 導演                             | 泰盧固語電影               |

## 備註
1. ↑  登場於歌曲〈阿斯庫·拉什卡〉（Asku Laska）中。
2. ↑  登場於歌曲〈母獅（英语：Singappenney (song)）〉中。
3. ↑  登場於歌曲〈活著的班達（英语：Zinda Banda）〉中。

## 外部連結
- 阿特利的X（前Twitter）
- 阿特利在互联网电影资料库（IMDb）上的資料（英文）
- 烂蕃茄上的阿特利